# Сейда (река, впадает в Умбозеро)
Сейда — река в Мурманской области России. Протекает по территории городского округа город Кировск с подведомственной территорией. Берёт свое начало из озера Сейдозеро, впадает в Умбозеро. Длина реки — 20 км, площадь её водосборного бассейна — 55 км².

## Данные водного реестра
По данным государственного водного реестра России относится к Баренцево-Беломорскому бассейновому округу, водохозяйственный участок реки — реки бассейна Белого моря от западной границы бассейна реки Йоканга (мыс Святой Нос) до восточной границы бассейна реки Нива, без реки Поной, речной подбассейн реки отсутствует. Речной бассейн реки — бассейны рек Кольского полуострова и Карелии.